# وزیرآباد، کابل
وزیرآباد (به لاتین: Wazirabad) یک منطقهٔ مسکونی در افغانستان واقع در شهر کابل است.